# Ilia Koshevoy
Ilia Koshevoy (né le 20 mars 1991 à Minsk) est un coureur cycliste biélorusse, professionnel de 2015 à 2018.

## Biographie
Ilia Koshevoy devient coureur professionnel en 2015, au sein de l'équipe italienne Lampre-Merida. Il gagne une étape du Tour du lac Qinghai et dispute le Tour d'Espagne, son premier grand tour. L'année suivante, il participe aux Tours d'Italie et d'Espagne. Il rejoint en 2017 l'équipe Wilier Triestina-Selle Italia. Non-conservé par cette dernière à l'issue de la saison 2018, il met fin à sa carrière.

## Palmarès sur route

### Palmarès amateur
- 2009
  - 2e du Giro di Basilicata
- 2011
  - 2e du championnat de Biélorussie du contre-la-montre
- 2012
  - 3e de la Coppa 29 Martiri di Figline di Prato
- 2013
  - Gran Premio della Liberazione
- 2014
  - Coppa Penna
  - Coppa Martiri Lunatesi
  - Cronoscalata Gardone Val Trompia-Prati di Caregno
  - 2e étape du Giro delle Valli Cuneesi
  - Gran Premio Chianti Colline d'Elsa
  - Coppa 29 Martiri di Figline di Prato
  - 2e du Trofeo Alcide Degasperi
  - 2e du Giro delle Valli Cuneesi
  - 2e du Gran Premio Valdaso

### Palmarès professionnel
- 2015
  - 7e étape du Tour du lac Qinghai

### Résultats sur les grands tours

#### Tour d'Espagne
2 participations 
- 2015 : 144e
- 2016 : 151e

#### Tour d'Italie
2 participations 
- 2016 : 97e
- 2017 : 155e

### Classements mondiaux
| Année           | 2013 | 2014 | 2015 |
| --------------- | ---- | ---- | ---- |
| UCI World Tour  |      |      | 149e |
| UCI Europe Tour | 350e | 390e |      |

## Palmarès sur piste

### Championnats nationaux
- 2011
  -  Champion de Biélorussie de poursuite par équipes (avec Pavel Ragel, Sergey Sakavets et Dzmitryi Suravets)
- 2012
  -  Champion de Biélorussie de la course aux points
  - 3e du championnat de Biélorussie de poursuite individuelle